# 엔탈피
엔탈피(enthalpy, i/ˈɛnθəlpi/)는 열역학계의 성질로, 계의 내부 에너지에 압력 곱하기 부피를 더한 값으로 정의된다. 대기압이나 수압과 같이 일정한 압력에 둘러싸인 계를 다룰 때 유용하게 사용되는 상태함수이다. 기호는 대개 라틴 대문자 H이다. 국제단위계상에서 줄이, 영국 열량 단위에서 칼로리가 엔탈피를 나타내기 위한 단위로 사용된다.
열역학 제 1법칙에 의하면 계의 내부에너지 변화량을 구하기 위해서는 가한 열량과 해준 일을 모두 알고 있어야 한다. 등압과정에서는 계가 받은 열량이 계의 엔탈피 변화량과 같게 된다. 따라서 일의 양을 매번 계산하기 번거롭다는 등의 실용적인 이유로 등압과정에서 측정된 엔탈피 변화량(ΔH)이 주로 사용된다. 화학 물질에 대해 엔탈피라는 용어를 사용할 때에는 대부분 표준상태, 즉 1 바 (100 kPa) 부근의 압력과 25 °C (298 K) 부근의 온도를 상정한다. 엔탈피 변화량은 흡열 반응에서 양의 값을, 발열 반응에서는 음의 값을 가진다.

## 정의
엔탈피는 다음 식으로 정의된다.
H = U + pV
여기서 H는 계의 엔탈피를, U는 계의 내부 에너지를, p는 계의 압력을, V는 계의 부피를 의미한다.
엔탈피는 크기 성질로, 성분이 동일하다면 계의 크기와 비례하여 값이 달라진다. 세기 성질로 사용하고 싶다면 비엔탈피 h = ⁠H/m⁠나, 몰엔탈피 Hm = ⁠H/n⁠를 정의해 사용할 수 있다. 이 때 m은 질량을, n은 몰 수를 의미한다.
불균질한 계의 경우 총 엔탈피 값은 각 부분의 엔탈피의 총합으로 구할 수 있는데, 식으로 나타내면 다음과 같다.
{\displaystyle H=\sum _{k}H_{k},}
여기서 H는 총 엔탈피 값을, k는 각 부분계를, Hk는 그 부분계의 엔탈피를 의미한다.
중력장 내에 놓인 닫힌 계를 고려해보자. 이 경우 압력 p는 고도에 반비례하여 즉각적으로 달라지지만, 온도 T는 평행이 완전히 이루어지기까지는 특별히 달라지지 않는다. 이 경우 엔탈피는 다음과 같이 적분을 사용해 나타낸다.
{\displaystyle H=\int (\rho h)\,dV,}
여기서 ρ(로)는 밀도를, h는 비엔탈피를 나타내며 따라서 (ρh)는 엔탈피 밀도를 나타낸다. dV는 무한히 작은 부피를 나타낸다. 따라서 이 적분은 모든 부피를 무한히 작은 부분으로 나누어서 각 부분의 엔탈피를 더한 것과 같다.
위의 엔탈피의 정의는 그 값이 기준을 어떤 점으로 잡느냐에 따라 변하기 때문에 그 자체로 쓰이는 것 보다는 계의 어떤 상태와 다른 상태 간의 엔탈피 차이(ΔH)를 표현하는 방식으로 쓰인다. 어떠한 과정에서 압력의 변화가 0인 경우엔(ΔP=0), 엔탈피의 변화량은 계가 주변과 열교환의 형태로 주고받은 에너지인 열량을 나타낸다.
{\displaystyle \Delta H=\Delta U+P\Delta V+V\Delta P=\Delta U+P\Delta V=\delta Q}
따라서 주변의 압력이 일정하게 유지되는 반응의 전후 열량 출입을 나타내는 데에 많이 쓰인다.

## 반응 엔탈피
계의 엔탈피는 직접 측정할 수 없으며, 계의 엔탈피 변화로 대신 측정된다.엔탈피 변화는 다음 방정식으로 정의된다.
반응 엔탈피(ΔH) = 엔탈피 변화량 {\displaystyle \doteqdot } E출입량 {\displaystyle \doteqdot }E 차이값 between 반응물 & 생성물 {\displaystyle \doteqdot } 반응열
{\displaystyle \Delta H=H_{\mathrm {f} }-H_{\mathrm {i} }}
ΔH는 "엔탈피 변화량"이다.
{\displaystyle H_{\mathrm {f} }}는 계의 최종 엔탈피이다.
{\displaystyle H_{\mathrm {i} }}는 계의 초기 엔탈피이다.
ΔH의 구성 = 부호 + 크기
ΔH 부호의 의미
- (+) 부호 : 흡열 반응
- (-) 부호 : 발열 반응
ΔH 크기의 의미 - E 출입량 = E 차이 between 반응물 & 생성물
역반응 ΔH = -정반응 ΔH
엔탈피는 온도와 압력에 따라 달라지므로 온도와 압력을 표시한다. 온도와 압력이 표시되어 있지 않으면 25도씨, 1기압 상태이다.

## 엔탈피의 변화
엔탈피 변화는 화학 반응을 일으킬 때 열역적 계 또는 주위에서 관찰된 엔탈피의 변화를 설명한다.
화학반응이 완료된 후 엔탈피 값은 달라진다. 이는 생성물과 반응물간의 엔탈피 차이로 나타나는 현상으로, 엔탈피 변화값 (ΔH)은 (생성물의 엔탈피 값의 총합) - (반응물의 엔탈피 값의 총합)으로
나타 낼 수 있다. 일반적인 엔탈피 변화의 예로서는 표준 생성엔탈피가 있다. 이러한 엔탈피의 측정은 표준화된 환경 또는 표준 조건에서 측정하는 것이 매우 일반적이다.
표준 조건 (Standard conditions)으로는
- 온도조건: 25도씨의 온도 (298K)
- 압력조건 : 1기압 (1 atm or 101.325 kPa)
- 농도조건 : 용액 또는 화합물이 용액에 존재할 때에는 1.0M의 몰 농도
- 일반적인 물리적 상태의 요소 또는 화합물(즉, 표준 상태). 이 있다.

## 엔탈피의 종류

### 연소열(연소 엔탈피)
물질 1몰이 완전 연소하여 가장 안정한 생성물이 될 때 방출하는 열량
보통 연소 엔탈피(ΔH)는 음수이다.

### 생성열(생성 엔탈피)
물질 1몰이 가장 안정한 원소로부터 생성될 때 방출하거나 흡수하는 열량
생성열 {\displaystyle \doteqdot } 생성반응식의 E 차이
홑원소 물질 생성열 =0 -> 예외 : {\displaystyle {\ce {O3}}}, 다이아몬드(C)의 생성열 {\displaystyle \neq }0
생성열 = 연소열인 반응 -> C(흑연) + {\displaystyle {\ce {O2}}}-> {\displaystyle {\ce {CO2}}} ΔH=C(흑연) 연소열 = {\displaystyle {\ce {CO2}}} 생성열
-> {\displaystyle {\ce {H2 + 1/2O2 -> H2O}}} ΔH={\displaystyle {\ce {H2}}} 연소열 = {\displaystyle {\ce {H2O}}} 생성열
25도씨 1기압에서의 생성열 = 표준 생성열 {\displaystyle \doteqdot } 생성열
일부 표준 형성의 열은 아래 표에 열거되어 있다.
| Substance       | ΔHfº (kJ/mol) | Substance     | ΔHfº (kJ/mol) |
| Al2O3(s)        | -1669.8       | H2O2(l)       | -187.6        |
| BaCl2(s)        | -860.1        | KCl(s)        | -435.87       |
| Br2(g)          | 30.91         | NH3(g)        | -46.3         |
| C (s, graphite) | 0             | NO(g)         | 90.4          |
| C (s, diamond)  | 1.90          | NO2(g)        | 33.85         |
| CH4(g)          | -74.85        | NaCl          | -411.0        |
| C2H5OH(l)       | -276.98       | O3(g)         | 142.2         |
| CO(g)           | -110.5        | P(s, white)   | 0             |
| CO2(g)          | -393.5        | P(s, red)     | -18.4         |
| CaO(s)          | -635.6        | PbO(s)        | -217.86       |
| CaCO3(s)        | -1206.9       | S(rhombic)    | 0             |
| HCl(g)          | -92.3         | S(monoclinic) | 0.30          |
| CuO(s)          | -155.2        | SO2(g)        | -296.1        |
| CuSO4(s)        | -769.86       | SO3(g)        | -395.2        |
| Fe2O3(s)        | -822.2        | H2S(g)        | -20.15        |
| H2O(g)          | -241.8        | SiO2          | -859.3        |
| H2O(l)          | -285.8        | ZnCl2         | -415.89       |

### 분해열(분해 엔탈피)
물질 1몰이 가장 안정한 원소로 분해될 때 방출하거나 흡수하는 열량
분해열 = - 생성열

### 중화열(중화 엔탈피)
산과 염기가 중화되어 {\displaystyle {\ce {H2O}}}1몰이 생성될 때 방출하는 열량
-산과 염기의 종류에 관계없이 일정 (ΔH=-56.2 kJ/mol)

### 용해열(용해 엔탈피)
물질 1몰이 다량의 물에 용해될 때 방출하거나 흡수하는 열량

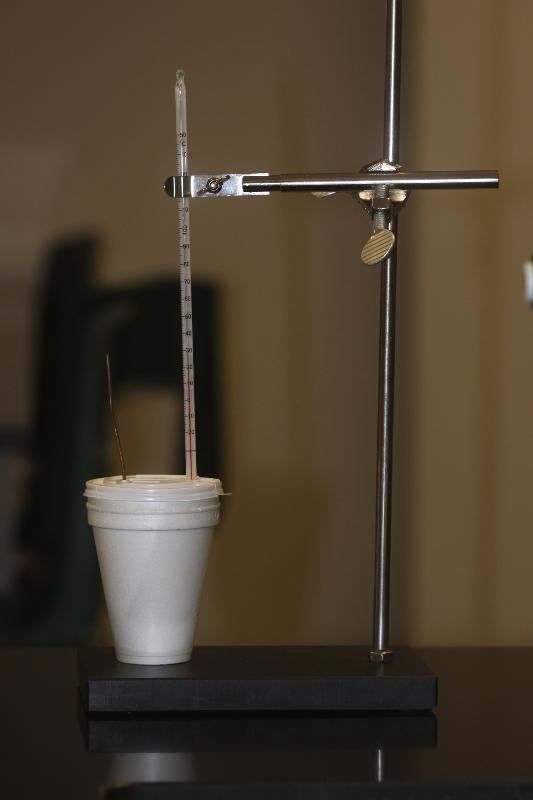
간이 열량계

## 엔탈피의 측정

### 간이 열량계에 의한 연소열 측정
원리 : 연료가 연소할 때 방출한 열 = 물이 흡수한 열
연소열(kJ/mol) = 물이 흡수한 열량/연소한 물질의 수 = (물의 (비열 X 질량 X 온도변화)) / ((연소한 연료질량/연료의 화학식량))

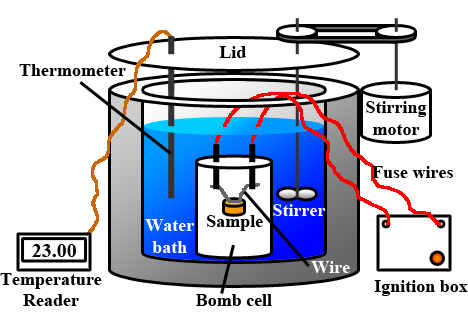
통 열량계

### 통 열량계에 의한 연소열 측정
원리 : 연료가 연소할 때 방출한 열 = 물과 열량계가 흡수한 열
연소열(kJ/mol) = (물이 흡수한 열량 + 열랑계가 흡수한 열량) / (연소한 물질의 몰수)
= ((물(비열 X 질량 X 온도변화)) + (열량계(열용량 X 온도변화)) / ((연소된 물질 질량) / (연소된 물질 화학식량))

## 같이 보기
- 헤스의 법칙
- 내부 에너지, 기브스 자유 에너지, 헬름홀츠 자유 에너지는 엔탈피와 함께 4개의 열역학 퍼텐셜을 이룬다.
- 엔트로피는 엔탈피와 이름은 비슷하지만 서로 다른 개념이다.

## 참고 문헌
1. Atkins, Peter and de Paula, Julio; Physical Chemistry for the Life Sciences, United States, 2006.Katherine Hurley
2. Petrucci, et al. General Chemistry Principles & Modern Applications. 9th ed. Upper Saddle River, NJ: Pearson Prentice Hall, 2007
3. https://courses.lumenlearning.com/cheminter/chapter/standard-heat-of-formation/
4. https://commons.wikimedia.org/w/index.php?title=User:C3bc-taaccct&action=edit&redlink=1
5. https://commons.wikimedia.org/wiki/User:Lisdavid89
6. Polik, W. (1997). Bomb Calorimetery. Retrieved from http://www.chem.hope.edu/~polik/Chem345-2000/bombcalorimetry.htm
7. Bozzelli, J. (2010). Heat of Combustion via Calorimetry: Detailed Procedures. Chem 339-Physical Chemistry Lab for Chemical Engineers –Lab Manual.